# Unidade territorial autónoma da Transnístria
Unidade territorial autônoma da Transnístria, oficialmente Unidades Administrativo-Territoriais da Margem Esquerda do Dniester (em romeno:  Unitățile Administrativ-Teritoriale din stînga Nistrului; em russo:  Административно-территориальные единицы левобережья Днестра, transl. Administrativno-territorial'nye edinitsiy levoberej'ya Dnestra; em ucraniano:  Автономне територіальне утворення з особливим правовим статусом Придністров'я, transl. Avtonmne teritorial'ne utvorennya z osoblivim pravovim statusom Pridnistrov'ya), é uma unidade administrativa formal da Moldávia estabelecida pelo governo moldavo para delinear o território controlado pela autoproclamada república da Transnístria.
Até 1999, de acordo com a atual Lei de Estrutura Administrativa e Territorial, o território da margem esquerda fazia parte da Moldávia em cinco distritos (Grigoriopol, Dubossarski, Kamenski, Rybnitski e Slobodzeia) e um município (Tiraspol). A nova versão da lei, que entrou em vigor em 1 de janeiro de 1999, introduziu o conceito de “unidades territoriais administrativas da margem esquerda do rio Dniester, que podem ser dotadas de formas e condições especiais de autonomia”. Na versão da lei de 27 de dezembro de 2001, esse conceito foi mantido.
A lei "Sobre as principais disposições do regime jurídico especial dos assentamentos da margem esquerda do Dniester (Transnístria)", aprovada em 2005, prevê a possibilidade de criação de uma entidade territorial autônoma com estatuto jurídico especial - Transnístria - depois de cumprir as condições listadas no parágrafo (2) do Artigo 1 desta lei: desmilitarização, em particular a retirada de tropas e armamentos da Federação Russa, e “a formação de um sistema de poder democrático”.

## História
Após a dissolução da União Soviética em 1991, a Guerra da Transnístria estourou entre a República da Moldávia e o Estado não reconhecido da República Moldáva Pridnestroviana, sobre os territórios da antiga República Socialista Soviética da Moldávia. Desde o fim da guerra, houve território reivindicado pela Moldávia, mas controlado pela República Moldáva Transdniestriana. Há também um território reivindicado pela República Moldáva Transdniestriana, que é controlada pela Moldávia.
Em 22 de julho de 2005, a Unidade territorial autônoma da Transnístria foi criada na Moldávia.

## Território
O território da unidade territorial autônoma da Transnístria coincide principalmente com o território separatista da Transnístria (República Moldáva Pridnestroviana), mas há diferenças importantes:
O município de Bender está incluído na República Moldáva Pridnestroviana, porém está excluído da Unidade territorial autônoma da Transnístria e faz parte da região da Bessarábia. Os territórios reivindicados pela República Moldáva Pridnestroviana, mas controlados pela República da Moldávia, estão excluídos da Unidade territorial autônoma com estatuto jurídico especial - Transnístria. Estes territórios incluem Dubasari, Căuşeni e Anenii Noi.

### Assentamentos
De acordo com a lei “Sobre a estrutura administrativo-territorial da República da Moldávia”, as unidades administrativas-territoriais da margem esquerda do Dniester, às quais podem ser concedidas formas e condições especiais de autonomia, incluem 147 assentamentos. Incluindo: 1 município, 9 cidades, 2 assentamentos que fazem parte de cidades, 69 aldeias e comunas, que incluem 135 assentamentos.